# Ein Fall für zwei: Der Erbe
Der Erbe ist der Titel der fünften Episode der Krimiserie Ein Fall für zwei mit Günter Strack und Claus Theo Gärtner in den Hauptrollen.
Rechtsanwalt Dr. Dieter Renz und Privatdetektiv Josef Matula arbeiten in dieser Episode zwar im selben Fall, innerhalb dessen jedoch zunächst formal für gegensätzliche Parteien.

## Handlung
Zur Feier des 75. Geburtstages der vermögenden Unternehmerin Sophie Franke erscheint unerwartet ihr Enkel Jason, den sie und ihre Familienmitglieder seit rund 15 Jahren nicht gesehen haben. 
Irene Braun sucht Josef Matula auf und berichtet, dass Jason seit seinem 17. Lebensjahr als verschollen galt und nun nach seinem Wiederauftauchen theoretisch der Alleinerbe des Unternehmens werde. Die von ihr angestrebte eigene Chance auf eine Unternehmensnachfolge sei somit verschwindend gering. Sie bezweifelt allerdings, dass es sich bei dem Mann tatsächlich um Jason handelt. Matula soll versuchen, ihn zu enttarnen. Dr. Renz ist zunächst dagegen, da er der Anwalt der Familie Franke ist. Als Sophie Franke ihm mitteilt, Jason zeitnah wesentliche Teile des Unternehmens überschreiben zu wollen, wird er jedoch skeptisch.
Matula findet heraus, dass Jasons Jugendfreund Otto Czerni einst der Schule verwiesen wurde, da er angeblich in Zusammenarbeit mit Jason einen Scheckbetrug begangen hat. Von Czernis Mutter erfährt Matula, dass Otto dadurch in die Kriminalität abgedriftet ist. Der Privatdetektiv organisiert ein Treffen zwischen Otto und Jason, woraufhin Otto bestätigt, dass es sich angeblich zweifelsfrei um Jason handele. Auch eine Narbe oberhalb des linkens Knies, die er sich im Alter von acht Jahren zugezogen hat, kann Jason vorweisen, woraufhin selbst die zunächst zweifelnde Irene Braun endgültig von seiner wahren Existenz überzeugt ist und ihre Zusammenarbeit mit Matula zu beenden beabsichtigt. Dieser ist sich allerdings ebenso wie Dr. Renz inzwischen sicher, dass Jason ein Betrüger ist. 
Um dies zu beweisen, gibt sich Matula gegenüber dem angeblichen Jason als ein alter Freund aus. Anhand geschickter Detailfragen gelingt es ihm schließlich, diesen in Gegenwart seiner vorgeblichen Familie als Betrüger zu entlarven. Es stellt sich heraus, dass der wahre Jason drei Jahre zuvor in der Karibik ums Leben gekommen ist. Die Mitarbeiterin Madeleine Schneider hat der Familie den Brief, in dem dies mitgeteilt wurde, verheimlicht und stattdessen ihren Lebensgefährten Klaus Müller mit den notwendigen Informationen versorgt, um sich als Jason Franke ausgeben zu können. Otto Czerni wurde mit einer großzügigen Geldzahlung dazu bewegt, den Betrug zu decken.
Zur Verblüffung aller Anwesenden beschließt Sophie Franke trotz des aufgedeckten Betrugs, dem mit ihr nicht verwandten Hochstapler Klaus Müller die Leitung des Unternehmens zu übertragen, da sie auf keinen Fall eine weibliche Nachfolge zu akzeptieren bereit ist. Dr. Renz wird damit beauftragt, eine entsprechende Namensänderung zu veranlassen. Ohne dies mündlich zu kommentieren, verlassen Matula und er daraufhin fassungslos das Haus.

## Hintergrund
Die Kulisse der Kanzlei von Dr. Renz befand sich im Hotel InterContinental Frankfurt. Als Wohnhaus der Familie Franke wurde die Außenansicht von Schloss Weidenkam am Ostufer des Starnberger Sees gezeigt.